# Veronika Schmidt
Veronika Hesse z d. Schmidt (ur. 24 sierpnia 1952 w Harzgerode) – niemiecka biegaczka narciarska reprezentująca barwy Niemieckiej Republiki Demokratycznej, dwukrotna medalistka olimpijska oraz dwukrotna medalistka mistrzostw świata.

## Kariera
XII Zimowe Igrzyska Olimpijskie w Innsbrucku w 1976 r. były jej olimpijskim debiutem. Wspólnie z Moniką Debertshäuser, Sigrun Krause i Barbarą Petzold wywalczyła brązowy medal w sztafecie 4 × 5 km. W swoim najlepszym indywidualnym starcie podczas tych igrzysk, w biegu na 10 km stylem klasycznym zajęła 8. miejsce. Cztery lata później, podczas XIII Zimowych Igrzysk Olimpijskich w Lake Placid wraz z Marlies Rostock, Carolą Anding i Barbarą Petzold triumfowała w sztafecie. Podczas tych samych igrzysk zajęła także 7. miejsce w biegu na 5 km oraz 8. miejsce w biegu na 10 km techniką klasyczną. Podczas kolejnych, XIV Zimowych Igrzysk Olimpijskich Sarajewo 1984 już nie startowała.
W 1974 r. wzięła udział w mistrzostwach świata w narciarstwie klasycznym w Falun. Razem z Sigrun Krause, Petrą Hinze i Barbarą Petzold wywalczyła srebrny medal w sztafecie. Ponadto zajęła tam 7. miejsce w biegu na 5 km oraz 5. miejsce w biegu na 10 km stylem klasycznym. Podczas mistrzostw świata w Falun w 1980 r. zdobyła złoty medal w biegu na 20 km techniką klasyczną. Startowała także podczas mistrzostw świata w Oslo w 1982 r. Wraz z Petrą Sölter, Barbarą Petzold i Carolą Anding wywalczyła tam brązowy medal w sztafecie 4x5 km. Jej najlepszym indywidualnym wynikiem było 9. miejsce, które zajęła w biegu na 20 km techniką klasyczną.
Veronika Hesse zdobywała także medale podczas mistrzostw Niemieckiej Republiki Demokratycznej: złoto w biegu na 5 km w latach 1976, 1977, 1979 i 1980 oraz srebro w 1974 r., złoto na 10 km w latach 1976, 1979 i 1980, srebro w latach 1974, 1975 i 1982, srebro na 20 km w latach 1977, 1979 i 1980. W 1974, 1976 i 1979 r. była mistrzynią Niemieckiej Republiki Demokratycznej w sztafecie.

## Osiągnięcia

### Igrzyska olimpijskie
| Miejsce | Dzień     | Rok  | Miejscowość | Konkurencja             | Czas biegu | Strata   | Zwyciężczyni     |
| ------- | --------- | ---- | ----------- | ----------------------- | ---------- | -------- | ---------------- |
| 12.     | 7 lutego  | 1976 | Innsbruck   | 5 km stylem klasycznym  | 15:48,69   | +54,17   | Helena Takalo    |
| 8.      | 10 lutego | 1976 | Innsbruck   | 10 km stylem klasycznym | 30:13,41   | +58,92   | Raisa Smietanina |
| 3.      | 12 lutego | 1976 | Innsbruck   | Sztafeta 4 × 5 km       | 1:07:49,75 | +2:08,20 | ZSRR             |
| 7.      | 15 lutego | 1980 | Lake Placid | 5 km stylem klasycznym  | 15:06,92   | +24,91   | Raisa Smietanina |
| 8.      | 18 lutego | 1980 | Lake Placid | 10 km stylem klasycznym | 30:31,54   | +57,60   | Barbara Petzold  |
| 1.      | 21 lutego | 1980 | Lake Placid | Sztafeta 4 × 5 km       | 1:02:11,10 | -        | -                |

### Mistrzostwa świata
| Miejsce | Dzień     | Rok  | Miejscowość | Konkurencja             | Czas biegu | Strata   | Zwyciężczyni     |
| ------- | --------- | ---- | ----------- | ----------------------- | ---------- | -------- | ---------------- |
| 7.      | 18 lutego | 1974 | Falun       | 5 km stylem dowolnym    | 15:17,42   | +33,94   | Galina Kułakowa  |
| 5.      | 20 lutego | 1974 | Falun       | 10 km stylem klasycznym | 31:25,78   | +1:04,48 | Galina Kułakowa  |
| 2.      | 24 lutego | 1974 | Falun       | Sztafeta 4 × 5 km       | 1:02:57,39 | +11,75   | ZSRR             |
| 1.      | 17 lutego | 1980 | Falun       | 20 km stylem klasycznym | 1:01:58,23 | -        | -                |
| 20.     | 19 lutego | 1982 | Oslo        | 10 km stylem dowolnym   | 29:25,9    | ?        | Berit Aunli      |
| 14.     | 21 lutego | 1982 | Oslo        | 5 km stylem dowolnym    | 14:30,2    | +40,1    | Berit Aunli      |
| 3.      | 24 lutego | 1982 | Oslo        | Sztafeta 4 × 5 km       | 1:02:15,9  | +41,4    | Norwegia         |
| 9.      | 26 lutego | 1982 | Oslo        | 20 km stylem klasycznym | 1:06:16,9  | +2:13,8  | Raisa Smietanina |

### Puchar Świata
W sezonach 1973/1974 - 1980/1981 Puchar Świata rozgrywany był nieoficjalnie.

#### Miejsca w klasyfikacji generalnej
- sezon 1978/1979: ?
- sezon 1981/1982: 27.

#### Miejsca na podium
1. Szczyrbskie Jezioro – 17 marca 1979 (20 km) – 1. miejsce